# Лозоватка (Онуфриевская поселковая община)
Лозоватка (укр. Лозуватка) — село в Онуфриевской поселковой общине Александрийского района Кировоградской области Украины
До 2020 года входило в Онуфриевский район
Население по переписи 2001 года составляло 39 человек. Почтовый индекс — 28130. Телефонный код — 5238. Код КОАТУУ — 3524680802.

## Уроженцы
- Манило, Алексей Михайлович (1904—1988) — советский военный деятель, Генерал-лейтенант артиллерии (1958 год).